# Juan Gualberto Valdivia
Juan Gualberto Valdivia Cornejo, mencionado también como el Deán Valdivia (* Islay, 12 de julio de 1796 - † Arequipa, 12 de diciembre de 1884), fue un eclesiástico, abogado, historiador, periodista y político peruano.

## Biografía
Fue inscrito en los libros de la parroquia de Cocachacra por sus padres Genuario Valdivia y Eulalia Cornejo, como nacido en Punta de Bombón, en la Provincia de Islay, el 12 de julio de 1796. Ingresó en Arequipa, a la orden Mercedaria a los 18 años. Hizo los votos de novicio en 1817 y le fueron entregadas las órdenes de subdiácono en 1821. Pronto cobró fama como autorizado teólogo y hombre de leyes y también como talentoso orador y periodista, frecuente exaltador del orgullo regional.
Luego de participar en la fundación de la Academia Lauretana de Ciencias y Artes el 10 de diciembre de 1821, se orientó con fervor hacia las ideas liberales. Contribuyó a gestar el Colegio Nacional de la Independencia Americana, fundado por el libertador Simón Bolívar el 4 de marzo de 1827, del que fue primer director. Organizó también la Universidad Nacional de San Agustín, asumiendo cátedra y ocupando el Rectorado entre 1868 y 1869. Criticó en forma pública y solemne el celibato sacerdotal en un recordado discurso pronunciado el 14 de mayo de 1827, el cual fue colocado en el índex de libros prohibidos y fue causa de que el Papa no lo ratificara como obispo de la Arquidiócesis del Cuzco, cargo al cual fue designado por la convención nacional de 1856. Fue uno de los más decididos partidarios de la Confederación Perú-Boliviana.
Fue miembro de la Convención de 1855 por la provincia de Chumbivilcas entre 1855 y 1857 que, durante el segundo gobierno de Ramón Castilla, elaboró la Constitución de 1856, la sexta que rigió en el país. Tejeda ejerció la secretaria de este congreso, así como su vicepresidencia.  Dicho cuerpo legislativo fue disuelto en 1857, luego de dar la Constitución Liberal de 1856.

## Actor y cronista de revoluciones
Entre 1834 y 1857 fue caudillo civil en las distintas oportunidades en que Arequipa dirimió entre las fuerzas en pugna por el poder. Encabezó en su departamento la defensa del presidente Luis José de Orbegoso, cuando éste tuvo que hacer frente a las rebeliones de Agustín Gamarra y Felipe Santiago Salaverry en 1834.
Personificó la pasión regionalista de los arequipeños y editó los periódicos "El Misti" (en agosto de 1834), "El Chili" (en octubre de 1834) y "El Yanacocha" (en octubre de 1835).
El Deán Valdivia falleció el 12 de diciembre de 1884, su muerte fue muy sentida por el pueblo arequipeño.

## Obras
- Fragmentos para la Historia de Arequipa, editado en 1847 contiene las memorias de Valdivia sobre hechos que luego serán ampliados y detallados en su siguiente obra histórica.

- "Las revoluciones de Arequipa", publicadas por Francisco García-Calderón Landa en 1873, quien fuera discípulo e íntimo amigo de Valdivia y a quien este dedicó su obra, se trata de una fuente importante para conocer la turbulenta historia de los primeros años del Perú republicano de la que el autor fue testigo y aun protagonista. Los acontecimientos históricos referidos son:
  - La guerra civil de 1834-1836 (Orbegoso contra Bermúdez, Orbegoso contra Gamarra, Salaverry contra Orbegoso, Santa Cruz contra Salaverry)
  - La Confederación Perú-Boliviana, la instauración del nuevo estado y su guerra contra los restauradores peruanos, Chile y la confederación argentina)
  - La guerra con Bolivia 1841-1842
  - La época vivanquista en Arequipa 1844
  - La Guerra civil de 1856-1858
  - La revolución del general Mariano Ignacio Prado en 1865 y que culminó con la guerra con España y el combate del 2 de mayo. (Redactada en otro estilo pues Valdivia fue solo un espectador, contiene referencias y citas a diversos documentos de la época del conflicto.)
- Ojeada sobre la vida de Monseñor Juan Gualberto Valdivia. Arequipa, Imprenta de La Bolsa, 1884. Escrito por Mariano Ambrosio Cateriano.